# George Adams senior
George Adams senior (1709 – 1772) è stato un inventore inglese.
Costruttore di strumenti matematici per il sovrano d'Inghilterra Giorgio III (1738-1820), ottenne una reputazione internazionale per la fabbricazione di globi celesti e terrestri. Realizzò anche microscopi, dedicando alcuni trattati alla costruzione e all'uso dei microscopi composti e del microscopio variabile (celebre la sua Micrographia illustrata, Londra, 1746). Il figlio George junior (1750-1795) ne continuò l'attività.